# Pasilly
Pasilly és un municipi francès, situat al departament del Yonne i a la regió de Borgonya - Franc Comtat. L'any 2007 tenia 52 habitants.

## Demografia

### Població
El 2007 la població de fet de Pasilly era de 52 persones. Hi havia 24 famílies, de les quals 12 eren unipersonals (12 dones vivint soles i 12 dones vivint soles), 4 parelles sense fills i 8 parelles amb fills.
La població ha evolucionat segons el següent gràfic:
Habitants censats

### Habitatges
El 2007 hi havia 31 habitatges, 22 eren l'habitatge principal de la família, 7 eren segones residències i 2 estaven desocupats. 30 eren cases i 1 era un apartament. Dels 22 habitatges principals, 18 estaven ocupats pels seus propietaris i 4 estaven llogats i ocupats pels llogaters; 1 tenia dues cambres, 4 en tenien tres, 4 en tenien quatre i 13 en tenien cinc o més. 18 habitatges disposaven pel capbaix d'una plaça de pàrquing. A 11 habitatges hi havia un automòbil i a 7 n'hi havia dos o més.

### Piràmide de població
La piràmide de població per edats i sexe el 2009 era:
| Homes | Edats   | Dones |
| ----- | ------- | ----- |
| 0     | 95 o +  | 0     |
| 0     | 90 a 94 | 0     |
| 0     | 85 a 89 | 0     |
| 0     | 80 a 84 | 0     |
| 4     | 75 a 79 | 0     |
| 0     | 70 a 74 | 0     |
| 4     | 65 a 69 | 4     |
| 0     | 60 a 64 | 0     |
| 0     | 55 a 59 | 0     |
| 0     | 50 a 54 | 0     |
| 0     | 45 a 49 | 0     |
| 4     | 40 a 44 | 4     |
| 8     | 35 a 39 | 4     |
| 0     | 30 a 34 | 0     |
| 0     | 25 a 29 | 0     |
| 0     | 20 a 24 | 0     |
| 4     | 15 a 19 | 12    |
| 4     | 10 a 14 | 8     |
| 4     | 5 a 9   | 0     |
| 4     | 0 a 4   | 0     |

## Economia
El 2007 la població en edat de treballar era de 30 persones, 23 eren actives i 7 eren inactives. De les 23 persones actives 20 estaven ocupades (12 homes i 8 dones) i 3 estaven aturades (3 homes). De les 7 persones inactives 2 estaven jubilades, 2 estaven estudiant i 3 estaven classificades com a «altres inactius».
Activitats econòmiques
L'únic establiment que hi havia el 2007 era d'una empresa de fabricació d'altres productes industrials.
L'any 2000 a Pasilly hi havia 4 explotacions agrícoles que ocupaven un total de 568 hectàrees.

## Poblacions més properes
El següent diagrama mostra les poblacions més properes.